# Osiedle Żytnia (Siedlce)

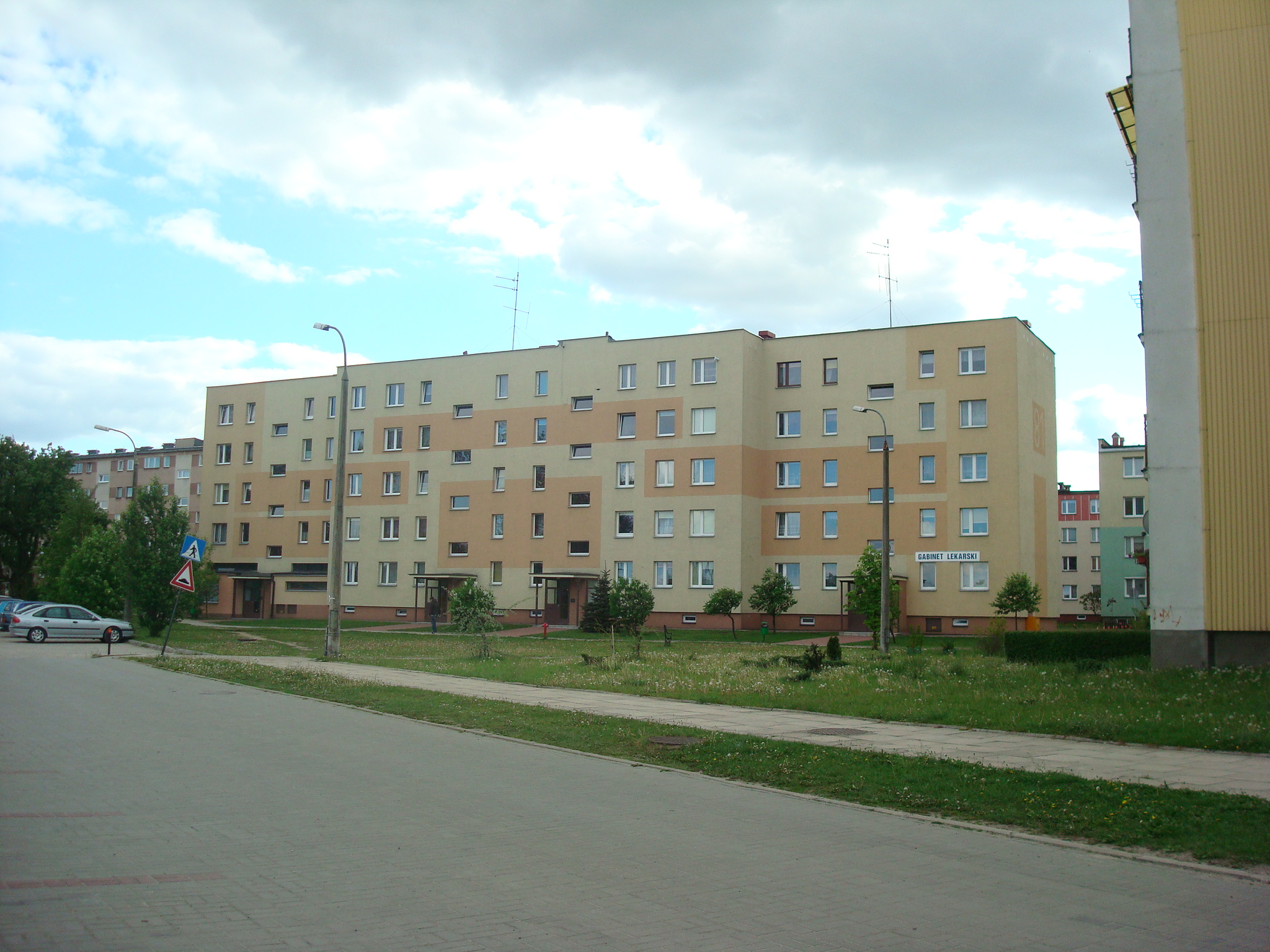
osiedle Żytnia

Os. Żytnia – osiedle w Siedlcach, leży w północno-zachodniej części miasta. Budowę osiedla rozpoczęto w 1990. Osiedle zajmuje obszar ok. 3 ha i w całości zabudowane jest blokami z wielkiej płyty (4-piętrowymi).

## Położenie
Osiedle znajduje się pomiędzy ulicami:
- Sokołowską (od wschodu),
- Żytnią (od zachodu i południa).

Osiedle graniczy z:
- Os. Tysiąclecia (od wschodu),
- Północna Dzielnica Przemysłowa (od północy),
- domami jednorodzinnymi (od zachodu),
- akademiki Uniwersytetu Przyrodniczo-Humanistycznego (od południa).